# Monumento natural Formaciones de Tepuyes
El Monumento natural Formaciones de Tepuyes es un espacio natural protegido desde 1991 situado en Venezuela, más concretamente en los estados de Amazonas y Bolívar.

## Características
La superficie total alcanza las 1.069.820 hectáreas de formaciones de bosques donde se alzan formaciones montañosas conocidas como tepuy. Los tepuys son formaciones rocosas con cumbres planas y con escarpes verticales. Los tepuys son formas residuales del Macizo de las Guayanas, constituido por areniscas, cuarcitas y granitos de la era precámbrica, con intrusiones de rocas diabásicas. En sus cumbres y en sus laderas se han desarrollados ecosistemas con especies endémicas.

## Tepuys protegidos
En el estado de Bolívar son doce las formaciones de tepuy protegidas como monumento natural, mientras que en el estado de Amazonas se han seleccionado trece. Los criterios para su elección fueron la configuración, la belleza paisajística y su abundante biodiversidad.
Cabe destacar, en el estado de Bolívar, el Uei Tepuy (2.150 m), Kukenan Tepuy (2650 m), el Yuruani Tepuy (2.400 m), el Karaurín Tepuy (2.500 m) y el Ilú Tepuy (2.700 m).
Los más destacados del estado de Amazonas son el cerro Yaví (2.300 m), el macizo Parú Euaja (2.200 m) y el cerro Tamacuari (2.300 m).

## Galería

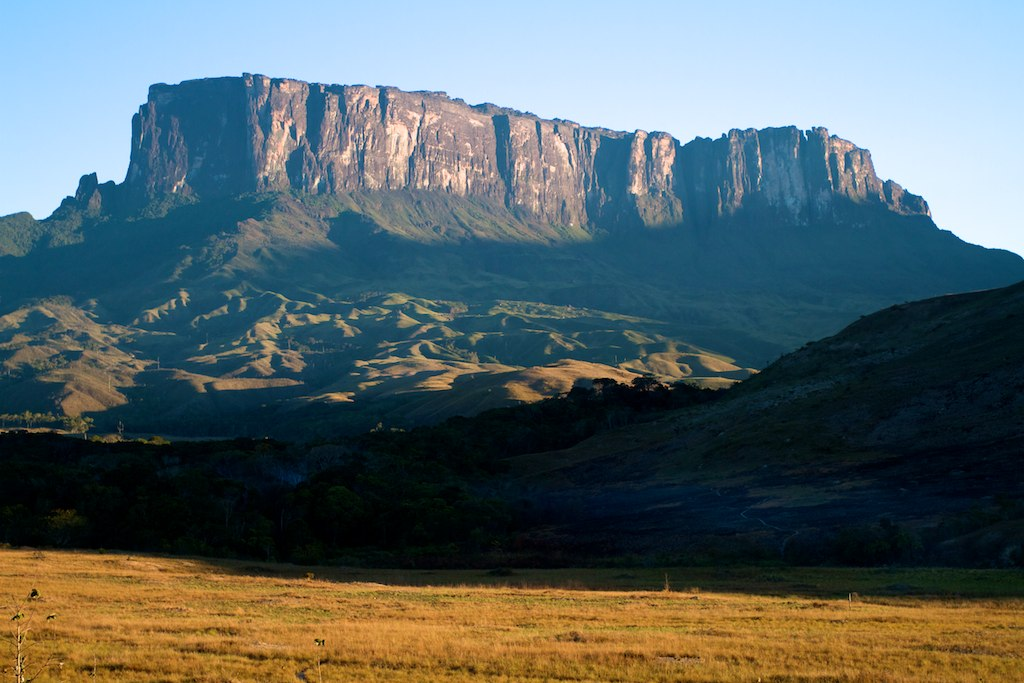
Tepuy Kukenan
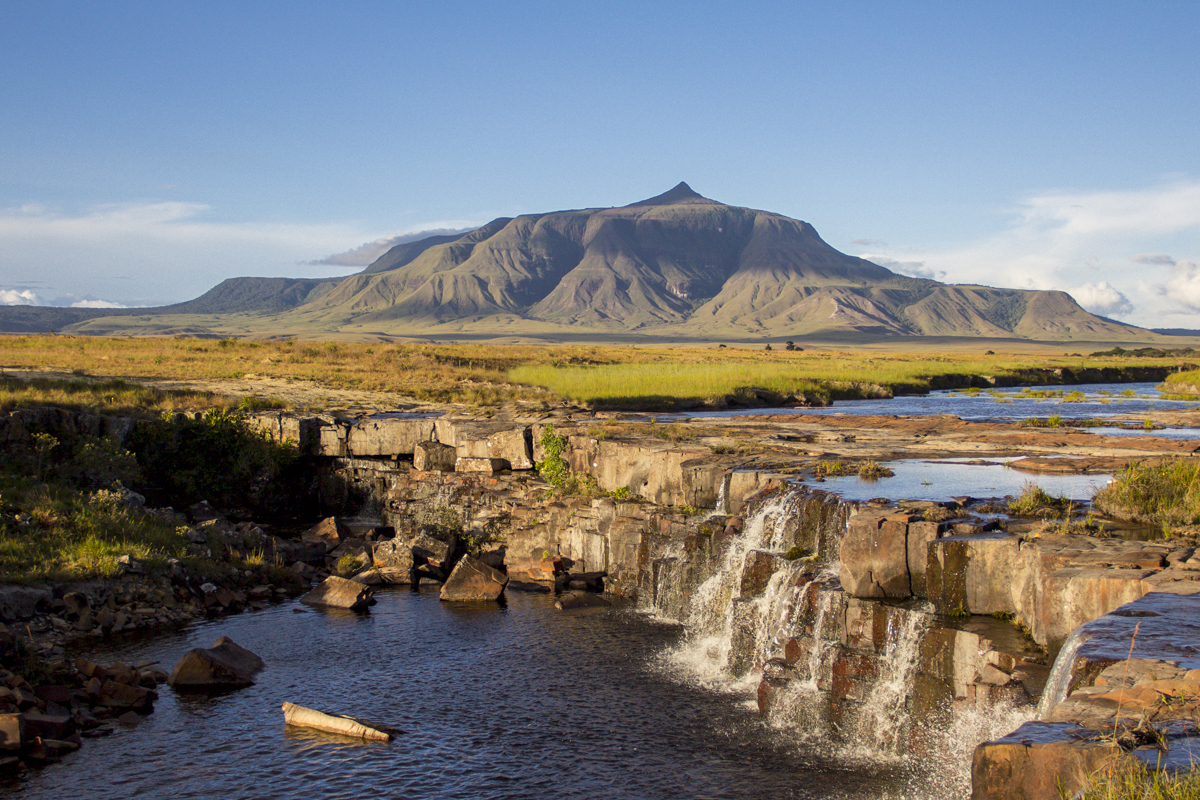
Tepuy Uei
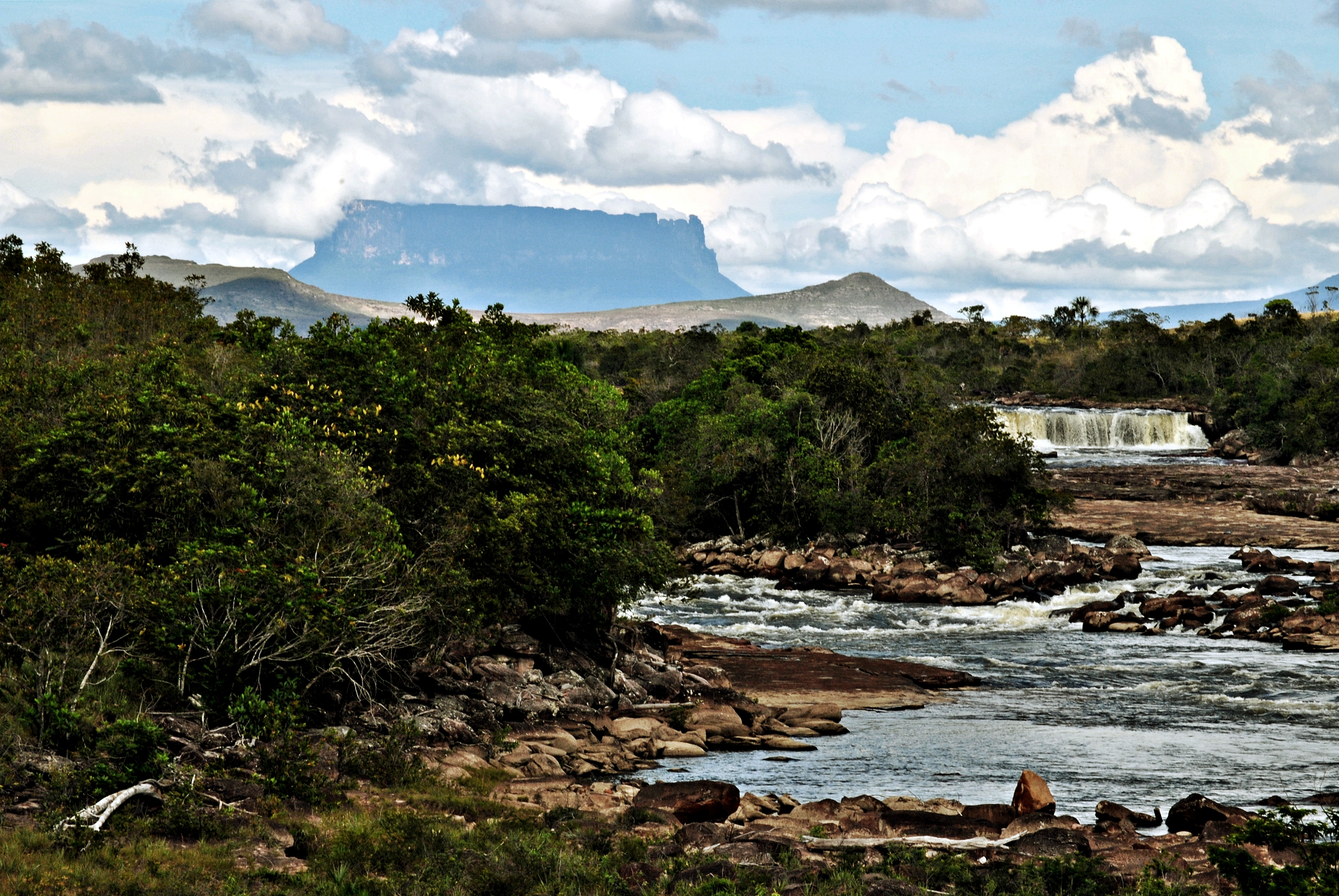
Tepuy Yuruani
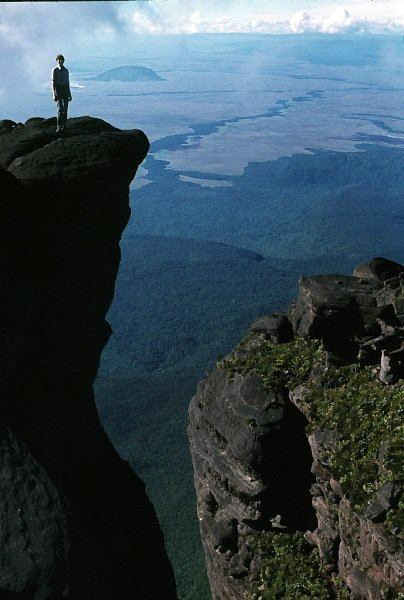
Tepuy Ilu
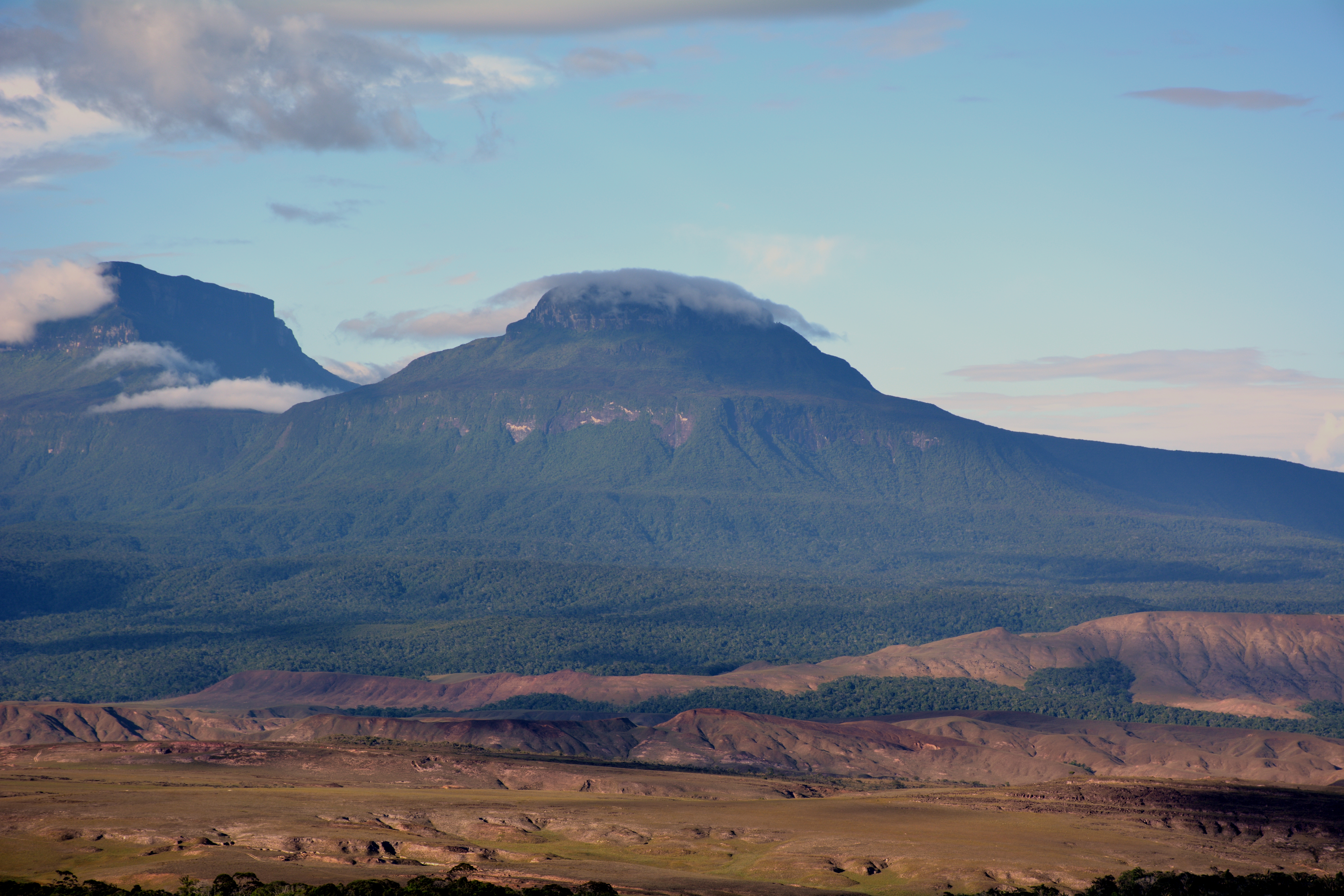
Tepuy Karaurín